# Ivan Illich
Ivan Illich, avstrijsko-ameriški filozof, družbeni kritik in rimokatoliški duhovnik, * 4. september 1926, Dunaj, Avstrija, † 2. december 2002, Bremen, Nemčija.
Illich velja za radikalnega kritika modernega civilizacijskega tehnološkega napredka, ki je posameznika vpel v eksistenčno odvisnost od makrodružbenih institucij, od katerih se osedotoči predvsem na institucije na področju tehnološkega razvoja, dela, izobraževanja in medicine. V najbolj znanih delih »Orodja družabnosti«, »Razšolanje družbe in »Meje medicine« kritizira odvisnost sodobnega človeka od znanj specializiranih institucij oziroma sodobnih tehnokratskih elit, ki imajo družbene monopole nad izobraževanjem, delovnim procesom, zdravstveno oskrbo, ravnanjem z okoljem in posameznika vnaprej spravijo v podrejen in odvisen položaj, v katerem je ne glede na posledice prisiljen uporabiti storitve teh institucij. Je kritik inštitucionalizma, ker skozi inštitucionalizem lahko prihaja do odtujitve (alienacije).

## Duhovniško delo
Ivan Illich je bil rojen na Dunaju katoliškemu hrvaškemu očetu in nemško-judovski materi spreobrnjeni v protestantstvo. Zgodnje otroštvo je preživel v Splitu, nakar se je družina leta 1932 preselila na Dunaj, kjer so ostali vse do leta 1942. Očetovo aristokratsko poreklo in politične zveze so omilile nacistično nasilje med vojno, vendar je zaradi judovskega porekla svoje matere moral leta 1941 šolanje kot uradno kategorizirani »pol-Žid« bil prisiljen prekiniti. Po skrivnem pobegu družine iz Avstrije je študij še isto leto nadaljeval na Univerzi v Firencah, kjer je komaj petnajst leten začel študirati kemijo, a se je zaradi pomanjkanja zanimanja kmalu preusmeril v študij teologije in filozofije na Papeški univerzi v Rimu. Tam je srečal tudi kasnejšega francoskega katoliškega filozofa Jacquesa Maritaina, s katerim se je spoprijateljil. Leta 1951 je bil star 24 let posvečen v duhovnika, istega leta pa je tudi promoviral s temo o takrat popularnem britanskegm zgodovinarju Arnoldu Toynbeeju na Teološkem inštitutu v Salzburgu.
Leta 1951 je bil napoten za duhovnika v New York. Ker je med bivanjem v New Yorku videl, da je duhovna oskrba med katoliško portoriško priseljensko skupnostjo skromna, je izkazal zanimanje, da bi med njimi širil duhovno oskrbo in izobraževalno dejavnost. Njegova priljubljenost je med Portoričani z leti naraščala, zato mu je papež na poziv vernikov podelil častni naziv monsignor. Leta 1956 je postal prorektor Katoliške univerze na Portoriku, kjer se je začel njegov osebni konflikt z Vatikansko politiko do Latinske Amerike, posebej njene mlačnosti do interesov Združenih držav pri zagotavljanju odvisnosti Portorika, kakor nasploh celotne Latinske Amerike, od ZDA. Tako so ga kot levičarja nagnali s te univerze.

## Kritika družbe
Nezadovoljen s političnim položajem in intelektualno pasivnim okoljem se je leta 1961 preselil v Mehiko, kjer ga je v mestu Cuernavaca From postavil za direktorja Inštituta za interkulturno dokumentacijo za misijonarsko dejavnost v Latinski Ameriki. Nasproti izvornemu namenu širjenja evangelija je center v naslednjih letih postal na pol formalni družbeno-politični seminar, na katerem so udeleženci iz celega sveta razpravljali o družbenih, političnih in ekonomskih problemih sveta. Illich je bil zelo izobražen. Imel je šest doktoratov. Čeprav si je Illich delovanje tega centra zamislil kot področje svobodnega intelektualnega raziskovanja, ga je, nezadovoljen z neizpolnjevanjem prvotno namenjene naloge, po desetih letih delovanja leta 1976 zaprl. V času delovanja izobraževalnega centra je napisal svoja najbolj znana libertarna družbeno kritična dela  »Razšolanje družbe« (1971), »Orodja družabnosti« (1973) in »Meje medicine« (1974). V tem obdobju je tudi dal odpoved od aktivnega opravljanja duhovniške službe. 
Naslednjih nekaj let je potoval in študiral orientalske jezike, da bi v katerem od orientalskih filozofskih jezikov, npr. sanskrtu ali kitajščini, napisal zgodovino zahodne filozofije, vendar je ugotovil, da je naloga zanj prezahtevna. Po vrnitvi v Evropo se je za krajši čas ustalil na Univerzi v Marburgu v Nemčiji, kjer je utrdil znanje medievalistike, posebej okrog nastajanja modernih institucij, kot so univerze. Poleg tega je področje zanimanj in kritik s splošnejših tem, s katerimi si je ukvarjal v času delovanja izobraževalnega centra v Mehiki, zoožil na ožje, uporabnejše teme, kot so opismenjevanje, skrb za rodovitno zemljo, onesnaževanje, delitev vlog med spoloma, ipd... Na začetku devetdesetih je nekaj let kot gostujoči profesor poučeval na Pennsylvanijski državni univerzi in nasploh veliko potoval ter predaval.
Zadnjih deset let življenja je živel v Cuernavaci v Mehiki, kjer se je ustalil zaradi napredujoče bolezni. V skladu s svojim učenjem je zavračal moderno medicinsko oskrbo pri zdravljenju rakastega tumorja na obrazu.

## Razšolanje družbe (1971)
V delu »Razšolanje družbe« kritizira liberalni pogled na izobraževanje, po katerem bi morala izobrazba razviti poln intelektualni in ustvarjalni potencial pri ljudeh. Illich trdi, da so moderne institucije izobraževanja, od šol do univerz, ravno nasprotne liberalnim izobraževalnim idealom. Poleg formalnega kurikuluma, ki zagotavlja idealizirane cilje, načrte in metode poučevanja, obstaja še t. i. skriti kurikulum, ki deluje na način, da cilji iz uradnega kurikuluma dosežejo zgolj po represivnih in vsiljeno konformističnih metodah dela skritega kurikuluma. Pravi cilj modernega izobraževanja tako po Illichu ni učenje za življenje, pač pa učenje za konformno sprejemanje interesov nosilcev družbene moči, kamor poleg podrejenosti posameznika v razmerju do politične moči in trga dela še prišteva sprejemanje uslug zdravnikov, socialnih delavcev, odvetnikov, ipd... Te profesionalizirane organizacije strokovnjakov kljub liberalno naivnim programom pogosto pomnožijo socialne probleme, namesto da bi jih rešile. Na globalni ravni je to razmerje še bolj opazno, ko razviti svet prisiljuje nerazviti, Tretji svet v gospodarsko, politično in kulturno odvisnost.
Illich predlaga ukinitev sedanjega sistema izobraževanja in nadomestitev z bolj humanističnim načinom poučevanja, ki bi se samoiniciativno izvajal skozi učne mreže posameznikov s podobnimi interesi. Npr. računalništva ne bi poučevali samo profesionalno izšolani učitelji in strokovnjaki, pač pa bi ga lahko poučeval vsak, ki bi znotraj mreže posameznikov izkazal optimalno strokovnost in izkušenost, četudi brez formalnega potrdila o izobrazbi kot je diploma.

## Medicinska nemneza
V prav tako provokativnem delu »Omejitve medicine« (Medical Nemesis, 1975) je obtožil moderno medicino iatrogenije, kar pomeni, da sodobna medicina raje ohranja in ustvarja dolgotrajne bolezni, kot pa jih zdravi.